# Мачеха (фильм, 1973)
«Мачеха» — советский художественный фильм 1973 года, семейная драма по одноимённой повести Марии Халфиной.
В фильме сыграла одну из своих наиболее известных ролей в кино Татьяна Доронина. По итогам опроса зрителей журнала «Советский экран» фильм был признан лучшим фильмом 1973 года, а Доронина — лучшей актрисой года, получив 43,7% голосов. Актриса была также удостоена спецприза за женскую роль на Международном кинофестивале в Тегеране в 1973 году.
Фильм входит в двадцатку лидеров советского кинопроката из числа отечественных фильмов: его посмотрели 59,4 млн зрителей при тираже 876 копий.

## Сюжет
Шура живёт с любимым мужем Павлом в совхозе. Всё в её жизни идёт хорошо: муж — комбайнёр, ценный работник, двое детей (сын и дочь) здоровы, дали новую квартиру, она трудится дома не покладая рук, и этот труд ей в радость. А главное — у Шуры необыкновенно доброе и любящее сердце, которое помогает ей быть счастливой.
И вот неожиданно приходит известие: в далёком северном городке умерла женщина, с которой раньше был Павел. Они давно расстались, Шура ничего не знала об этом, а сам Павел не имел понятия, что у него растёт восьмилетняя дочь Света.
Теперь нужно решать, как быть с ребёнком. Павел, добрый и порядочный человек, ни секунды не медля, говорит, что признаёт дочь и постарается позаботиться о ней, даже если семья его в этом не поддержит. Он нисколько не сомневается, что ребёнок — его, и прямо говорит, что очень любил ту женщину и хотел на ней жениться, ещё не зная, что должен родиться ребёнок, но она сама не захотела выходить за него замуж, так как была много старше Павла и слаба здоровьем. 
Шура преодолевает чувство обиды и решает, что девочка должна жить с ними. Они вместе летят за Светой. Девочка, только что потерявшая мать, подавлена горем и страхом за свою судьбу. Она отказывается говорить с неожиданно обнаружившимся отцом и тем более — с женщиной, которая теперь станет её мачехой.
Дома у Шуры всё теперь идёт наперекосяк: приходится забыть о так долго вынашиваемых планах красиво обставить новую квартиру, мать Шуры — упрямая и ограниченная женщина — злится на дочь и знать не хочет ни о каком новом ребёнке («Мужу письма приходят, а ты их не глядя на комод бросаешь?! Прочитала, кинула в печь — и нет ничего!!»). Маленький сын вовсю задирает свою новую сестру, соседи косятся, Павел, сам инициировавший удочерение, угрюмо отмалчивается, не умеет проявить своей новоявленной дочери должной заботы и внимания. Света по-прежнему отворачивается и не отвечает.
Но Шура, вопреки всему, верит, что любовь и ласка, которые помогали ей всю жизнь, помогут ей пережить и эту непростую ситуацию. Проходит несколько месяцев, Света начинает воспринимать свою новую семью как родную и наконец впервые обращается к Шуре «мама».

## Песни и музыка
В фильме звучат песни «Сердце материнское» на стихи Виктора Бокова в исполнении Ольги Воронец, «Ой, завьюжило, запорошило…» в исполнении Татьяны Дорониной и «Ромашка  белая». Также в фильме использованы  композиции «Песня  Сольвейг» Э. Грига (звучит из радиоприёмника) и «Гори, гори, моя  звезда» П. Булахова.
Классический «зимний» текст песни «Ой, завьюжило, запорошило…» авторства Бокова в картине изменён, поскольку действие фильма происходит летом и осенью. Первый куплет с ключевыми словами «Говорят, что я тобою брошена,
А я оставила сама» — полностью исключён ввиду отсутствия в сюжете подобного мотива. Песня начинается сразу с третьего куплета, за ним идёт второй куплет, в нём строка «Ой, заснежены травы росные…» исправлена на «Полегли в дождях травы росные…», в четвёртом, финальном куплете строка «Сердце просится в дали снежные…» изменена на «Сердце просится в даль безбрежную…».

## В ролях
- Татьяна Доронина — Шура (Александра Николаевна) Олеванцева
- Леонид Неведомский — Павел Егорович, муж Шуры
- Лена Костерева — Света, дочь Павла, падчерица Шуры
- Саша Далёкий — Юрка, сын Павла и Шуры
- Ира Хлопкова — Алёнка, дочь Павла и Шуры
- Надежда Федосова — мать Шуры
- Тамара Совчи — Полина, подруга Шуры
- Владимир Самойлов — Виктор Викентьевич, директор совхоза
- Борис Юрченко — житель посёлка
- Вера Кузнецова — Екатерина Алексеевна, учительница Шуры
- Виктор Шульгин — Мельников Николай Михеевич
- Лидия Королёва — эпизод
- Наталья Швец — Людмила Яковлевна, учительница Светы

## Съёмочная группа
- Автор сценария: Мария Халфина, Сергей Смирнов
- Режиссёр: Олег Бондарев
- Оператор: Игорь Черных
- Художник: Н. Усачев, С. Портной
- Композитор: Григорий Пономаренко

## Места съёмок
Фильм снимали в деревне Зарудня Коломенского городского округа Московской области, а также в Мурманской области (под Мончегорском).